# Pierre Boué

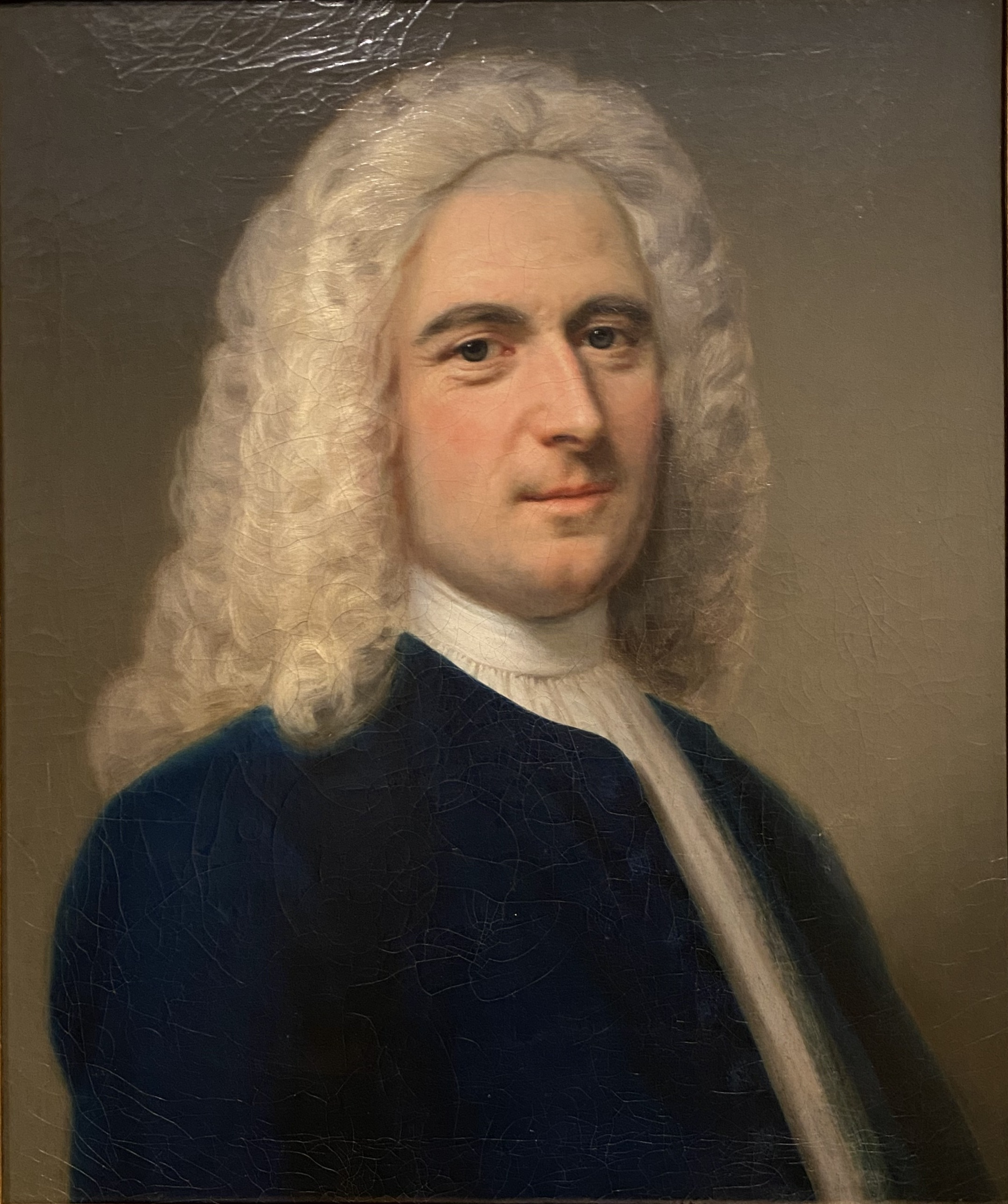
Pierre Boué, Portraitbild im Altonaer Museum.

Pierre Boué (* 8. März 1677 in Bordeaux; † 25. Dezember 1745 in Hamburg) war ein französischer Kaufmann, Reeder und Gründer einer Werft.

## Leben
Boué entstammte einer hugenottischen Familie, die von Clairac nach Bordeaux und La Rochelle zugewandert war und aus Kaufleuten und Finanziers bestand. In seiner Jugend ließ er sich in Amsterdam und Kopenhagen zum Kaufmann ausbilden und ging dann um 1700 nach Hamburg, wo sich schon seine Schwester Anne-Marie und sein Onkel Pierre Boué der Ältere aufhielten. 
In Hamburg war Boué erfolgreich im Seehandel und als Reeder sowie Finanzier tätig. Sein Unternehmen erreichte bis Mitte des 18. Jahrhunderts eine Führungsposition auf dem Gebiet des Imports von Rohzucker aus der französischen Karibik. Zudem wurden Kolonialwaren wie Kaffee, Baumwolle und Indigo sowie Wein und Branntwein aus Frankreich eingeführt. Ein Kunde für importierten Wein war der herzogliche Hof in Plön. Ausgeführt wurden hauptsächlich Leinenstoffe. Daneben betrieb die Firma „Pierre Boué et les fils“ Geschäfte in den Bereichen Finanzierungen und Versicherungen. Eine 1720 geplante Versicherungsaktiengesellschaft mit Boué, seinem Schwager Alexandre Bruguier, Bernard Texier, Rudolf Amsinck und Georg Jencquel im Direktorium wurde vom Hamburger Senat nicht zugelassen.
Boué gründete 1719 gemeinsam mit seinem Bruder Jacques Boué († 1738) in Altona eine Werft. Nachdem der Hamburger Senat 1723 ein Grundstück am Oberhafen zur Verfügung gestellt hatte, wurde die Werft dorthin verlegt. Sie war unter dem Namen „Französische Schiffbauerei“ bekannt und galt als bedeutendste Werft des 18. Jahrhunderts in Hamburg. Dort wurden von 1719 bis 1732 mindestens 23 Schiffe für die Compagnie de l’Inde gebaut, die im Asien- und atlantischen Sklavenhandel aktiv war. Zudem wurden Werften in Spanien mit Materialien für den Schiffbau beliefert. Zu diesem Zweck betrieb Boué eine eigene Holzhandlung und eine Reepschlägerei.
Pierre Boué heiratete 1705 in Altona Marie Jacoba Bardewisch. In der französisch-reformierten Gemeinde in Altona war er spätestens ab 1707 als Mitglied aktiv. Boué bewohnte seit 1734 ein Haus am Neuen Wandrahm 96. Ihm gehörte auch ein Landhaus an der Palmaille in Ottensen. Das Hamburger Unternehmen wurde von seinem Sohn Pierre (1707–1793) übernommen und weitergeführt. Die Tochter Anne-Marie war seit 1746 mit Guillaume Nairac (1708–1793) verheiratet, der Reeder in Bordeaux war. Seine Tochter Marie Jacobée (1712–1730) war mit Jean Pierre Chaunel (1703–1789) verheiratet gewesen. Der Sohn Jean Alexandre Boué (1709–1781) wurde ebenfalls Mitinhaber des Unternehmens „Pierre Boué et les fils“.